# 小行星5187
小行星5187（5187 Domon）是一颗绕太阳运转的小行星，为主小行星带小行星。该小行星于1990年10月15日发现。

## 轨道参数
小行星5187的轨道半长轴为2.9245725 UA，离心率为0.077。